# 미국 기병대
미국 기병대(United State Cavalry)는 미국 육군 중 말을 탄 부대를 일컫는 명칭이다. 미국 기병대의 역할은 정찰, 방어, 그리고 공격이다. 기병대는 미국이 참여한 매 전쟁에서 미군 전력의 한 부분을 담당했다. 원래 명칭은 미국 용기병(영어: United States Dragoons)으로, 미국 독립 전쟁 중에 활약한 기병대를 모방한 것이었다. 미국 기병대는 남북 전쟁 이후 서부 개척 과정에서 큰 역할을 하였고, 여기서 기병대의 전통이 유래하였다.
1883년에 전쟁부가 육군 개편 계획을 집행하였다. 보병부대에서 소대에 해당하는 병대를 중대급, 중대에 해당하는 전대를 대대급으로 올리고, 주둔지에서 행정관리 단위로 쓰던 대대를 기병대에서는 더는 쓰지 않는 것으로 기병 편제를 조정하였다.
2차 세계 대전 직전까지 미국 기병대는 기병대의 역할은 물론 기갑부대로까지 활동하였다. 2차 세계 대전 중 기병대는 이전에 역할과 더불어 보병대의 역할도 추가 담당하였다. 미국 기병대에 의한 기병전은 필리핀의 바탄반도에서 정찰대인 제26기병대가 1942년 1월 16일 일본군을 상대로 돌격전을 감행한 것이 마지막이었다.

## 현재 부대

### 정규군
기병부대별로 옆의 괄호 안의 숫자는 활동하고 있는 전대(Squadron)의 수를 가리킨다.
- 제1기병사단; 1921년 창설.

- 제1기병연대 (6), 미국 용기병연대 1832년 창설. 1861년 1기병연대로 재편.
- 제2기병연대 (4), 제2용기병연대 1836년 창설. 2 1861년 용기병에서 제2기병으로 재편.
- 제3기병연대 (3), 기동소총병연대 1846년 창설.
- 제4기병연대 (5), 1855년 창설.
- 제5기병연대 (2전대/2병대), 1855년 창설된 옛 제2기병연대. 1861년 제5기병으로 재편.
- 제6기병연대 (3), 1861년 창설.
- 제7기병연대 (5), 1866년 창설.
- 제8기병연대 (4), 1866년 창설.
- 제9기병연대 (3), 1866년 창설.
- 제10기병연대 (3), (버팔로 장병), 1866년 7월 28일 창설.
- 제11기갑기병연대 (2), 1901년 2월 2일 창설.
- 1제2기병연대 (2), 1901년 2월 2일 창설.
- 제13기병연대 (2), 1901년 창설.
- 제14기병연대 (2), 1901년 창설.
- 제15기병연대, 1901년 창설 미국 육군 훈련교리사령부의 교육훈련부대.
- 제16기병연대, 1916년 창설 미국 육군 기갑학교.
- 제17기병연대 (5), 1916년 창설.
- 제32기병연대 (1)
- 제33기병연대 (1)
- 제40기병연대 (1)
- 제61기병연대 (2)
- 제71기병연대 (2), 2004년 재창설.
- 제73기병연대 (4)
- 제75기병연대 (1)
- 제89기병연대 (2)
- 제91기병연대 (1)

### 방위군
- 제116기병여단, 인디애나 육군 방위군(ID ARNG)

- 제18기병연대, 캘리포니아 육군 방위군 (CA ARNG)
- 제104기병연대, 펜실베니아 육군 방위군 (PA ARNG)
- 제106기병연대, 2006년 재창설
- 제107기병연대, 오하이오 육군 방위군 (OH ARNG)
- 제108기병연대, 로스엔젤레스 육군 방위군 (LA ARNG)
- 제113기병연대, 아이오와 육군 방위군 (IA ARNG)
- 제124기병연대, 텍사스 육군 방위군 (TX ARNG)
- 제152기병연대 (2)
  - 제1전대: 제76보병여단전투단
  - 제2전대: 제219전장감시여단 인디아나 육군 방위군 (IN ARNG)
- 제153기병연대
  - 제1전대: 플로리다 육군 방위군 (FL ARNG)
- 제158기병연대, 메릴랜드 육군 방위군 (MD ARNG)
- 제163기병연대, MT ARNG
- 제278기갑기병연대, TN ARNG
- 제299기병연대, HI ARNG
- 제303기병연대, WA ARNG
- 제221기병연대,
  - 1전대: 제116보병여단전투단, 네바다 육군 방위군 (NV ARNG)
- 제183기병연대
  - 2전대: 제116보병여단전투단, 버지니아 육군 방위군 (VA ARNG)
- 제101기병연대
  - 2전대: 제27보병여단전투단, 뉴욕 육군 방위군 (NY ARNG)

## 같이 보기
- 미국 기병대의 부대 목록

## 참고
1. ↑  “THE INDIAN WARS”. History of the 4th U.S. Cavalry Regiment (영어). 2019년 5월 11일에 원본 문서에서 보존된 문서. 2019년 5월 11일에 확인함.